# Buccinaria pygmaea
Buccinaria pygmaea é uma espécie de gastrópode do gênero Buccinaria, pertencente a família Raphitomidae.